# Sándor Balassa
Sándor Balassa (født 20. januar 1935 i Budapest, Ungarn - død 14. maj 2021) var en ungarsk komponist, lærer og producent.
Balassa studerede komposition på Bela Bartok Musikkonservatoriet i Budapest med endt afgangseksamen i (1965). Han var musikproducent på Ungarsk Radio fra (1964), og underviste som lærer i komposition på Bela Bartok Musikkonservatoriet fra (1981-1996). Balassa har skrevet orkesterværker, kammermusik, koncertmusik, operaer, korværker etc. Han studerede også komposition privat hos komponisten Endre Szervánszky. Balassa komponerede i moderne klassisk stil. Han er mest kendt for sine orkesterværker.

## Udvalgte værker
- Glarusi ének (Sangen om Glarus) (1978) - for orkester
- Hívások és kiáltások (Kalder og råber) (1981) - for orkester
- Egy álmodozó naplója (En drømmers dagbog) (1983) - for orkester
- Három fantázia zenekarra - (Tre fantasier) (1984) - for orkester
- Tündér Ilona (Feen Ilona) - (1992) - for orkester
- Utazások Biharban (Rejser i Bihar) (2005) - for orkester